# Bahnstrecke Leipzig Hbf–Leipzig-Connewitz
| Ausschnitt der Streckenkarte Sachsen 1915 |                                                                         |                                                         |                                                       |
| Streckennummer: | 6361; sä. LC                                                            |                                                         |                                                       |
| Kursbuchstrecke (DB): | 501.2, 527                                                              |                                                         |                                                       |
| Kursbuchstrecke: | 146, 147a, 147b (1934) 173, 176c, 176h (1946) 500 (1969 S-Bahn Leipzig) |                                                         |                                                       |
| Streckenlänge: | 9,36 km                                                                 |                                                         |                                                       |
| Spurweite: | 1435 mm (Normalspur)                                                    |                                                         |                                                       |
| Streckenklasse: | D4                                                                      |                                                         |                                                       |
| Stromsystem: | 15 kV, 16,7 Hz ~                                                        |                                                         |                                                       |
| Maximale Neigung: | 10,6 ‰                                                                  |                                                         |                                                       |
| Minimaler Radius: | 380 m                                                                   |                                                         |                                                       |
| Zugbeeinflussung: | PZB                                                                     |                                                         |                                                       |
| Zweigleisigkeit: | Leipzig Hbf–Leipzig-Connewitz                                           |                                                         |                                                       |
| |                                                                         |                                                         |                                                       |
| \| \| −0,155 \| Leipzig Hbf \| 122 m \| \| \| \| nach Gera, Großkorbetha, Halle (Saale) und Bitterfeld \| \| \| \| \| nach Geithain und Dresden \| \| \| \| 2,080 \| Leipzig Ost \| 125 m \| \| \| 2,70 \| Abzw Torgauer Straße \| Abzw Torgauer Straße \| \| \| \| nach Abzw Püchauer Straße \| \| \| \| \| Leipzig–Dresden, Leipzig–Geithain \| \| \| \| 3,60 \| Leipzig-Sellerhausen \| 125 m \| \| \| 4,70 \| Leipzig-Anger-Crottendorf \| 125 m \| \| \| \| Krbw Anger (1905–2013), Leipzig–Eilenburg \| \| \| \| \| Leipzig-Engelsdorf–Leipzig-Stötteritz (Güterring) \| \| \| \| 5,990 \| Leipzig-Stötteritz \| 130 m \| \| \| 7,00 \| Leipzig Völkerschlachtdenkmal seit 2013 an Parallelstr. \| 130 m \| \| \| \| nach Leipzig MDR \| \| \| \| 8,30 \| Leipzig-Marienbrunn \| Leipzig-Marienbrunn \| \| \| \| von Leipzig Bayer Bf \| \| \| \| 8,640 \| Leipzig-Connewitz \| 118 m \| \| \| \| nach Hof Hbf \| \| |                                                                         |                                                         |                                                       |
| Kopfbahnhof Streckenanfang | −0,155                                                                  | Leipzig Hbf                                             | 122 m                                                 |
| Abzweig geradeaus und nach links |                                                                         | nach Gera, Großkorbetha, Halle (Saale) und Bitterfeld   | nach Gera, Großkorbetha, Halle (Saale) und Bitterfeld |
| Abzweig ehemals geradeaus und nach rechts |                                                                         | nach Geithain und Dresden                               | nach Geithain und Dresden                             |
| Haltepunkt / Haltestelle (Strecke außer Betrieb) | 2,080                                                                   | Leipzig Ost                                             | 125 m                                                 |
| Blockstelle (Strecke außer Betrieb) | 2,70                                                                    | Abzw Torgauer Straße                                    | Abzw Torgauer Straße                                  |
| Abzweig geradeaus und nach links (Strecke außer Betrieb) |                                                                         | nach Abzw Püchauer Straße                               | nach Abzw Püchauer Straße                             |
| Kreuzung geradeaus oben (Strecke geradeaus außer Betrieb) |                                                                         | Leipzig–Dresden, Leipzig–Geithain                       | Leipzig–Dresden, Leipzig–Geithain                     |
| Haltepunkt / Haltestelle (Strecke außer Betrieb) | 3,60                                                                    | Leipzig-Sellerhausen                                    | 125 m                                                 |
| Haltepunkt / Haltestelle Tunnelanfang und links (Strecke außer Betrieb) | 4,70                                                                    | Leipzig-Anger-Crottendorf                               | 125 m                                                 |
| Kreuzung (Strecken außer Betrieb) |                                                                         | Krbw Anger (1905–2013), Leipzig–Eilenburg               | Krbw Anger (1905–2013), Leipzig–Eilenburg             |
| Strecke von halblinks, von halblinks und Tunnelende |                                                                         | Leipzig-Engelsdorf–Leipzig-Stötteritz (Güterring)       | Leipzig-Engelsdorf–Leipzig-Stötteritz (Güterring)     |
| Bahnhof Strecke bis hier außer Betrieb | 5,990                                                                   | Leipzig-Stötteritz                                      | 130 m                                                 |
| Haltepunkt / Haltestelle Streckenende | 7,00                                                                    | Leipzig Völkerschlachtdenkmal seit 2013 an Parallelstr. | 130 m                                                 |
| Strecke nach rechts und nach rechts |                                                                         | nach Leipzig MDR                                        | nach Leipzig MDR                                      |
| ehemaliger Haltepunkt / Haltestelle | 8,30                                                                    | Leipzig-Marienbrunn                                     | Leipzig-Marienbrunn                                   |
| Abzweig geradeaus und von rechts |                                                                         | von Leipzig Bayer Bf                                    | von Leipzig Bayer Bf                                  |
| Bahnhof | 8,640                                                                   | Leipzig-Connewitz                                       | 118 m                                                 |
| Strecke |                                                                         | nach Hof Hbf                                            | nach Hof Hbf                                          |

Die Bahnstrecke Leipzig Hbf–Leipzig-Connewitz war eine zweigleisige, elektrifizierte Hauptbahn in Sachsen. Die kurze Verbindungsbahn verlief vom Leipziger Hauptbahnhof nach Connewitz und mündete dort in die Hauptbahn von Leipzig Bayerischer Bf nach Hof. Sie ist zwischen Leipzig Hauptbahnhof und Leipzig-Stötteritz seit November 2012 stillgelegt.

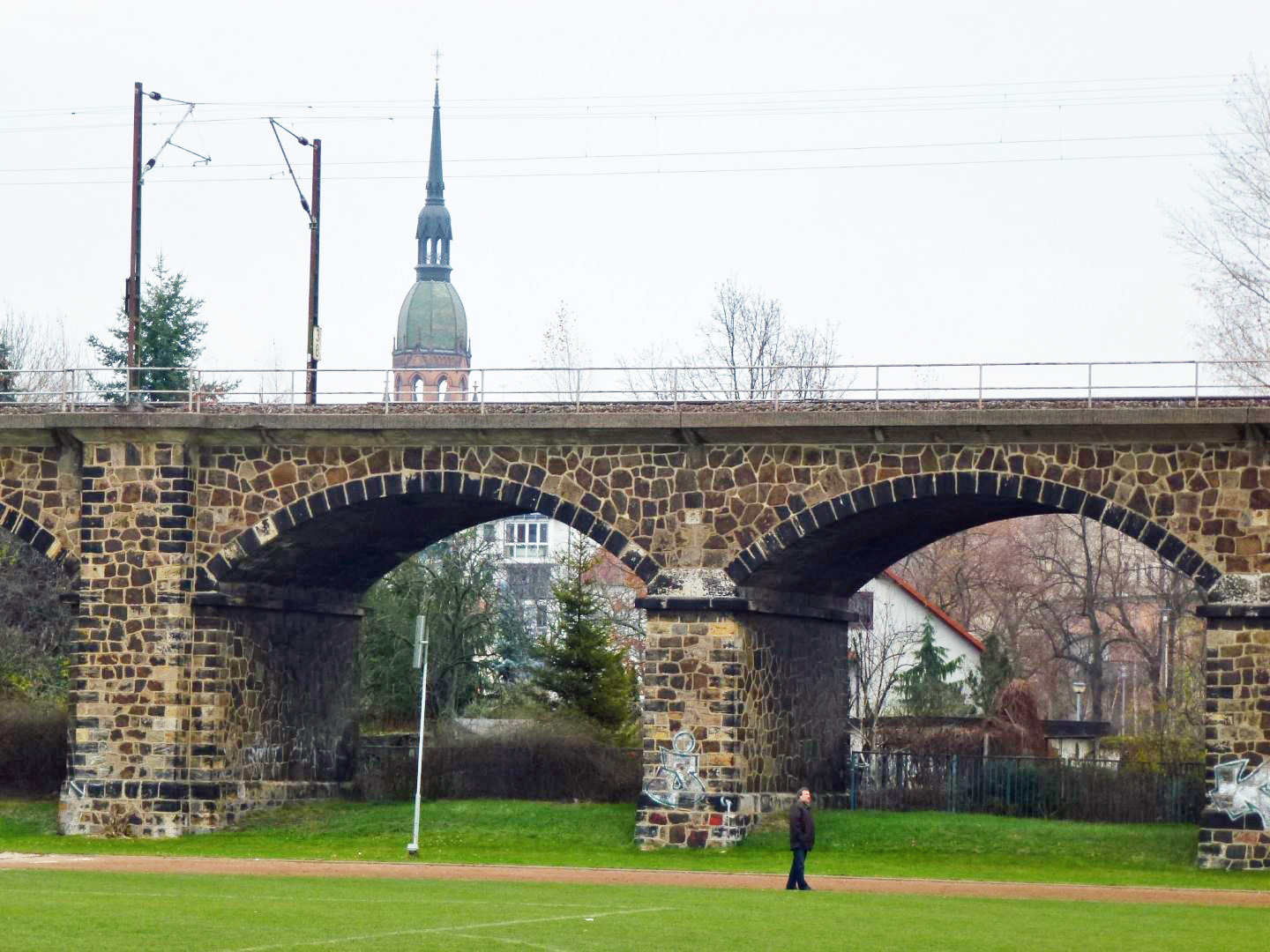
Sellerhäuser Eisenbahnviadukt (November 2012)

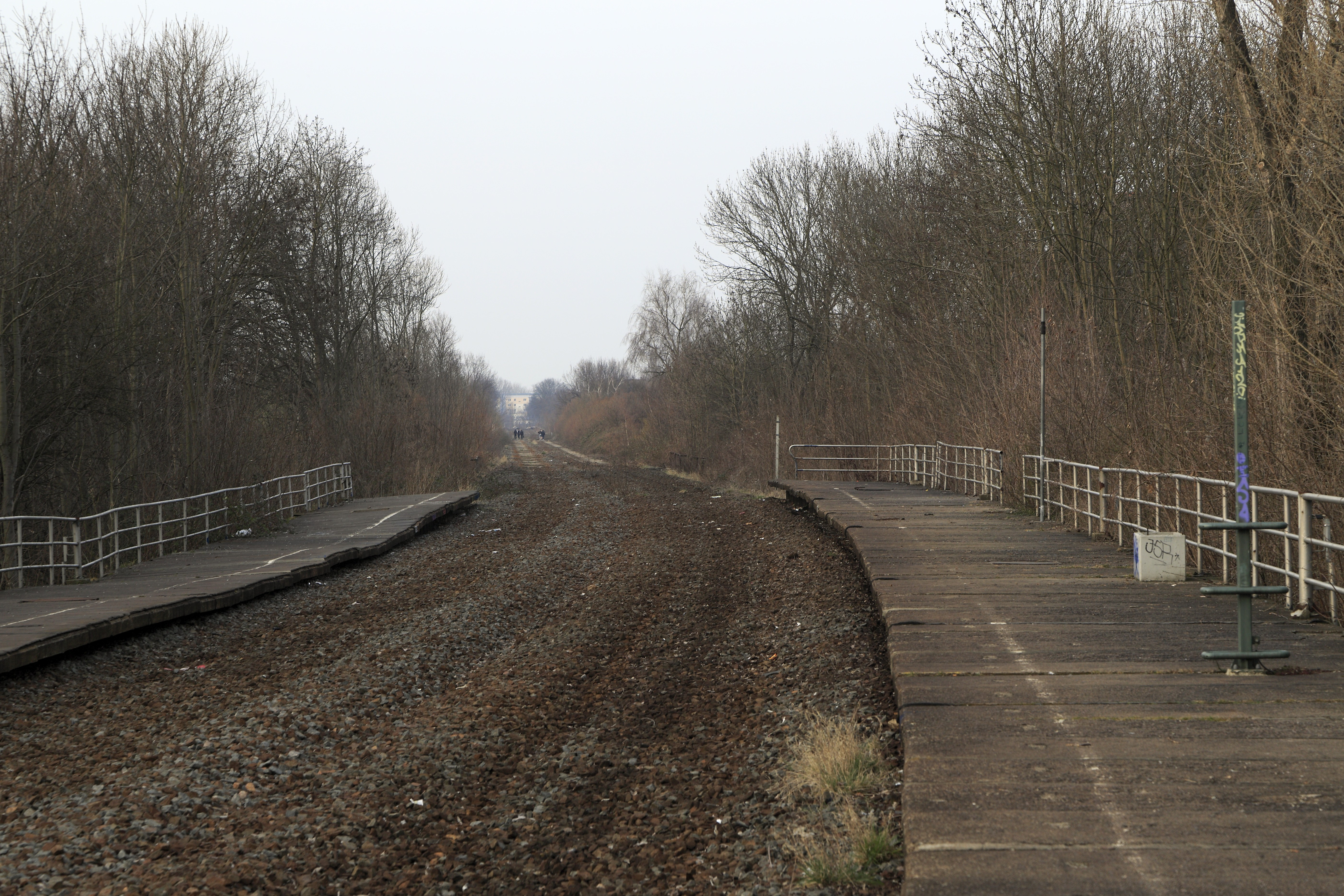
Hp Anger-Crottendorf (alt) nach Gleisrückbau (März 2015)

## Geschichte
Bereits 1851 nahm die Sächsisch-Bayerische Staatseisenbahn die Alte Verbindungsbahn vom Dresdner Bahnhof zum Bayerischen Bahnhof in Betrieb. Die Leipzig-Dresdner Eisenbahn-Compagnie war als große Privatbahngesellschaft stets daran interessiert gewesen, ihr Netz unabhängig von anderen Bahnen weiterzuentwickeln. Nach deren Verstaatlichung am 1. Juli 1876 hatte deshalb die Anbindung deren Strecken an das schon vorhandene Staatsbahnnetz Priorität. In diesem Zusammenhang entstand auch die Verbindung vom heutigen Leipziger Hauptbahnhof nach Connewitz. Die Königlich Sächsischen Staatseisenbahnen eröffneten die Strecke am 20. August 1878.
Anfang der 1960er Jahre wurde die Strecke im Rahmen des Projektes Sächsisches Dreieck als eine der ersten in der DDR elektrifiziert. Am 15. Januar 1962 wurde der elektrische Zugverkehr aufgenommen.
Mit der Einrichtung des Leipziger S-Bahnverkehrs wurden in den Jahren 1968 bis 1970 die neuen Haltepunkte Sellerhausen, Anger-Crottendorf, Messegelände (später: Leipzig Völkerschlachtdenkmal) und Marienbrunn neu eröffnet. Diese wurden bis November 2012 betrieben. Die Haltepunkte Anger-Crottendorf und Völkerschlachtdenkmal wurden nachfolgend an die Bahnstrecke Leipzig-Engelsdorf–Leipzig-Connewitz verlagert.

## Baumaßnahmen
Im Zuge der Realisierung des City-Tunnels Leipzig wurden auch auf dieser Strecke netzergänzende Maßnahmen umgesetzt. Hierbei wurde der City-Tunnel in das bestehende Netz eingebunden. Außerdem wurden Voraussetzungen für das Netz der S-Bahn Mitteldeutschland geschaffen.
Konkret wurden auf dieser Strecke seit Oktober 2011 realisiert:
- Stilllegung des Abschnittes Leipzig-Dresdener Güterbahnhof–Leipzig Connewitz mit Schließung der Haltepunkte Leipzig Ost, Sellerhausen (oberer Bahnsteig) und Anger-Crottendorf
- Verlegung des Haltepunkts Anger-Crottendorf an die Strecke 6375 des Güterrings
- Wechsel der S-Bahntrasse im weiteren Verlauf von Osten (Strecke 6361) nach Westen (Strecke 6375, Güterring) und der Güterzuggleise von der West- auf die Ostseite (weiter Richtung Gaschwitz)
- Umgestaltung des Bahnhofs Stötteritz
- Verlegung des Haltepunkts Völkerschlachtdenkmal an die Strecke 6375 und in nördliche Richtung
- Einbindung der S-Bahntrasse in den City-Tunnel durch Erneuerung der Verbindungskurve zum Bayerischen Bahnhof
- Schließung des Haltepunkts Marienbrunn
- Umgestaltung des Bahnhofs Connewitz
- Ersatzneubau der dazugehörigen Brückenbauwerke
- Errichtung von neuen Gleisen inklusive der Oberleitung, Weichen und Lärmschutzwänden

Im Zuge der netzergänzenden Maßnahmen für den City-Tunnel wurde die Strecke mit Betriebsschluss des 24. November 2012 zwischen Leipzig Hbf und Leipzig-Stötteritz stillgelegt. Die bisherigen Züge wurden über den Westring (Waldbahn) umgeleitet. Hauptgrund dafür waren die abgängigen Brücken in Stötteritz (Überwerfungsbauwerk) und Sellerhausen (Überführung über die Strecke Leipzig–Dresden) sowie das geänderte Liniennetz der S-Bahn Mitteldeutschland. Der gesamte Reiseverkehr auf der Strecke aus Richtung Gaschwitz zum Leipziger Hauptbahnhof wird seit Dezember 2013 durch den City-Tunnel geführt.
Im Bahnhof Leipzig Hbf und Leipzig-Dresdener Güterbahnhof wurde im Zuge der Einführung der Schnellfahrstrecke Erfurt–Leipzig die Strecke Leipzig–Dresden im Sommer 2014 in die Lage der bisherigen Stammgleise von und nach Connewitz verschoben, um verlängerte Bahnsteige, höhere Ein- und Ausfahrgeschwindigkeiten für durchgehende Züge zwischen Dresden (sowie Berlin) und Erfurt bzw. Halle bei weniger Fahrstraßenanschlüssen zu ermöglichen.

## Nachnutzung als Höhenweg

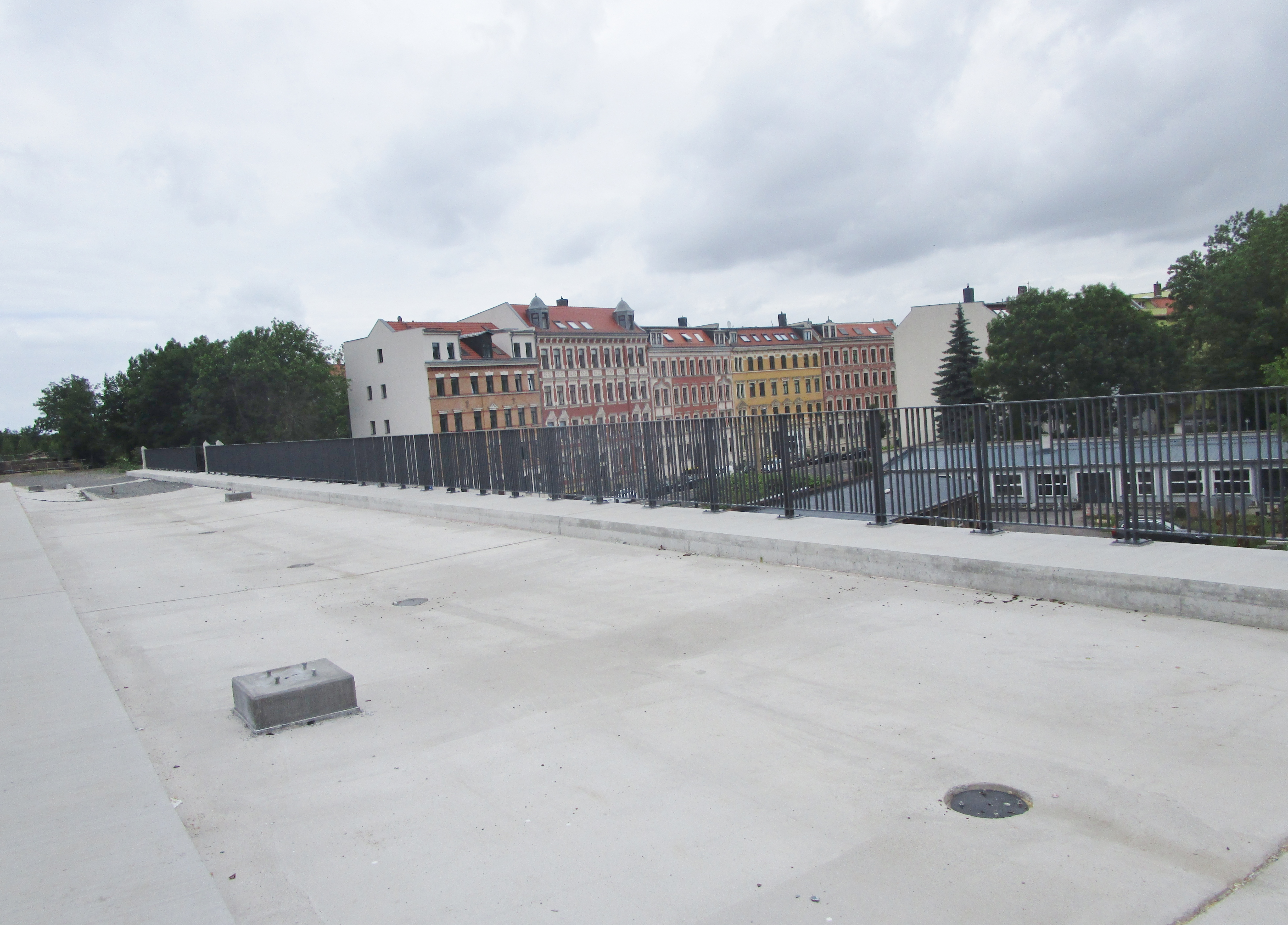
Umbau des Eisenbahnviadukts Sellerhausen für den Parkbogen Ost (2021)

Zur Nachnutzung des stillgelegten Streckenabschnitts wird unter der Bezeichnung „Parkbogen Ost“ ein drei Kilometer langer Höhenweg eingerichtet. Dieser soll für Fußgänger und Radfahrer eine attraktive Verbindung zwischen den Grünanlagen in diesem Gebiet schaffen. Erste Pläne dazu entstanden im Jahr 2011, also bereits vor der tatsächlichen Stilllegung der Strecke. Der Umbau der ehemaligen Bahntrasse soll bis zu 16 Millionen Euro kosten. Am 17. Januar 2017 schließlich fällte der Leipziger Stadtrat den Beschluss, den Masterplan Parkbogen Ost zur langfristigen Entwicklungsstrategie zu machen. Im Juni 2019 wurde bekannt, dass das Vorhaben vom Bundesbauministerium als Projekt „[...] der Baukultur und des Städtebaus mit überdurchschnittlicher nationaler Bedeutung [und] einem hohen Innovationspotential [...]“ bewertet wurde und mit 5,2 Millionen Euro gefördert werde. Allerdings wurden schon 2013 die in schlechtem Zustand befindlichen Überbauten der Kreuzungsbauwerke Sellerhausen und Anger ausgebaut, 2019 auch die über die Eisenbahnstraße.
Das Sellerhäuser Viadukt wurde bereits saniert. Der erste Bauabschnitt umfasst einen Kilometer und sollte 2024 abgeschlossen sein.